# Tulips (singolo)
Tulips è un singolo dei Bloc Party del 2004.

## Tracce
1. Tulips
2. Tulips (Minotaur Shock Mix)